# Griselda Gambaro
Griselda Gambaro (Buenos Aires, 24 luglio 1928) è una scrittrice argentina, i cui romanzi, opere teatrali, racconti, storie, saggi e romanzi per adolescenti spesso riguardano la violenza politica nel suo paese sviluppatasi nella guerra sporca.
Un tema ricorrente è quello dei desaparecidos e i tentativi di recuperare i loro corpi e di commemorarli. Il suo romanzo Ganarse la muerte fu bandito dal governo a causa dell'ovvio messaggio politico. La Gambaro è la commediografa più famosa dell'Argentina e nel 1982 ha ricevuto il Premio Guggenheim, oltre a molti altri riconoscimenti.

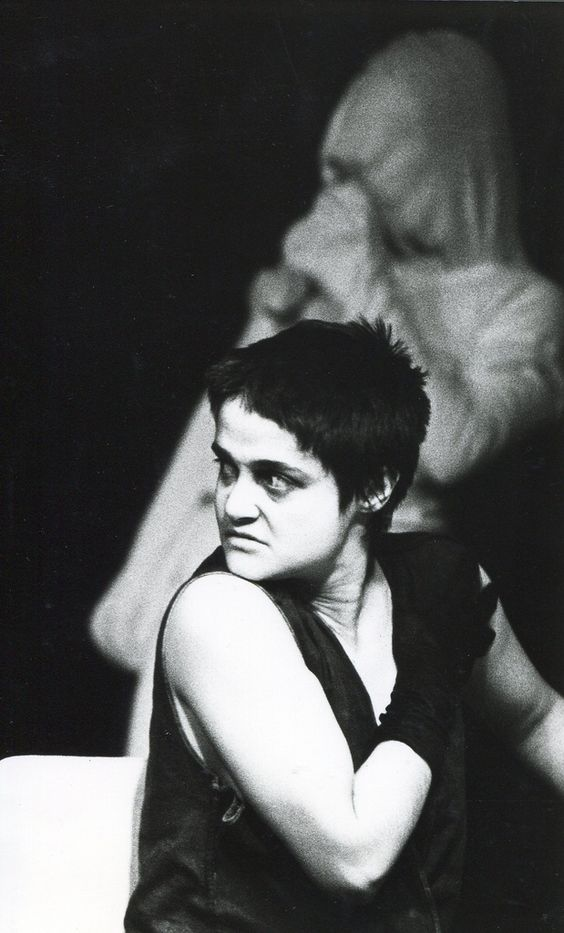
Angelique Rockas, Emma, El Campo, Internationalist Theatre Haunted

## Opere tradotte in inglese
- The Camp di Griselda Gambaro. Opera teatrale. Tradotta da William Oliver nel 1971; debutto in Regno Unito nel 1981 dalla caompagnia Internationalist Theatre.[4]
- The Impenetrable Madam X. Romanzo.[5] Tradotto da Evelyn Picon Garfield, di Griselda Gambaro (1991)
- Information For Foreigners di Griselda Gambaro e Marguerite Feitlowitz. Contiene tre atti: The Walls, Information for Foreigners e Antigona Furiosa. Scritto, tradotto e presentato da Marguerite Feitlowitz. Con postfazione di Diana Taylor (1 marzo 1992)
- Saying Yes. Opera teatrale. Sebastian Doggart, Nick Hern Books, 1996.
- Siamese Twins di Griselda Gambaro e Gwen MacKeith (1 settembre 2011).

## Opere in spagnolo
- Madrigal en ciudad. Tales. Ed. Goyanarte, Buenos Aires, 1963.
- El Desatino. Tales. Emecé Editores, Buenos Aires, 1965.
- Una felicidad con menos pena. Novel. Ed. Sudamericana, Buenos Aires, 1967.
- El Campo. Play, 1967.
- Nada que ver con otra historia. Novel. Ediciones Noé, Buenos Aires, 1972; 2ª ed, Torres Agüero Editor, Buenos Aires, 1987.
- La cola mágica. Story tales. Ediciones de la Flor, Buenos Aires, 1976.
- Conversaciones con chicos. Sobre la sociedad, los padres, los afectos, la cultura. Timerman Editores, 1976; Ediciones Siglo XX, 1983.
- Ganarse la muerte. Novel. Ediciones de la Flor, Buenos Aires, 1976.
- Dios no nos quiere contentos. Novel. Ed. Lumen, Barcelona, 1979.
- Lo impenetrable. Novela. Torres Agüero Editor, Buenos Aires, 1984 e 1988.
- Teatro 1. Including the plays "Real envido", "La malasangre" y "Del sol naciente". Ediciones de la Flor, Buenos Aires, 1997 (3ª edición).
- Teatro 2. Plays: "Dar la vuelta", "Información para extranjeros", "Puesta en claro" y "Sucede lo que pasa". Ediciones de la Flor, Buenos Aires, 1995 (2ª edición).
- Teatro 3. "Viaje de invierno", "Nosferatu", "Cuatro ejercicios para actrices", "Acuerdo para cambiar de casa","Sólo un aspecto", "La gracia", "El miedo", "El nombre", "El viaje a Bahía Blanca", "El despojamiento", "Decir sí" and "Antígona furiosa". Griselda Gambaro, Ediciones de la Flor, Buenos Aires, 1997 (3ra. edición).
- Teatro 4. "Las paredes" ("The walls"), "El desatino", "Los siameses" ("Siamese twins), "El campo" ("The camp") y "Nada que ver". Griselda Gambaro, Ediciones de la Flor, Buenos Aires, 1990 (2ª edición).
- Teatro 5. "Efectos personales", "Desafiar al destino", "Morgan" e "Penas sin importancia". Griselda Gambaro, Ediciones de la Flor, Buenos Aires, 1991.
- Teatro 6. "Atando cabos", "La casa sin sosiego", "Es necesario entender un poco". Griselda Gambaro, Ediciones de la Flor, Buenos Aires, 1996.
- Después del día de fiesta. Romanzo. Editorial Seix Barral, Buenos Aires, 1994.
- Lo mejor que se tiene. Storie. Grupo Editorial Norma, 1997.
- Escritos inocentes. Saggi. Grupo Editorial Norma, Buenos Aires, 1999.
- El mar que nos trajo. Romanzo. Griselda Gambaro, Editorial Norma, Buenos Aires, 2002.
- Teatro (cinco piezas). Grupo Editorial Norma, Buenos Aires, 2002.
- Promesas y desvaríos. Romanzo. Grupo Editorial Norma, Buenos Aires, 2004.
- Teatro 7. Spettacoli: "No hay normales", "En la columna", "Pisar el palito", "Para llevarle a Rosita", "Cinco ejercicios para un actor", "Almas". Ediciones de la Flor, Buenos Aires, 2004.
- A nadar con María Inés. Romanzo. Griselda Gambaro, Editorial Alfaguara (Per bambini e ragazzi), Buenos Aires, 2005.